# Resolució 140 del Consell de Seguretat de les Nacions Unides
La Resolució 140 del Consell de Seguretat de les Nacions Unides, aprovada per unanimitat el 29 de juny de 1960, després d'examinar l'aplicació de Madagascar per a ser membre de les Nacions Unides, el Consell va recomanar a l'Assemblea general que Madagascar fos admesa.